# Josip Hohnjec
Josip Hohnjec (Plavić kraj Klanjca, 1. studenoga 1857. — Bjelovar, 9. veljače 1939.) bio je hrvatski slikar i likovni pedagog.

## Životopis
Josip Hohnjec rođen je u Plaviću kraj Klanjca, 1. studenoga 1857. godine. Pohađao je realnu gimnaziju u Zagrebu 1876. godine, a diplomirao je na Akademiji likovnih umjetnosti u Beču 1880. godine kao profesor crtanja. Cijeli radni vijek proveo je na Gimnaziji u Bjelovaru, gdje je radio kao profesor crtanja i slikanja od 1880. do 1925. godine. Umirovio se 1910. godine, ali je i tada radio. 
U duhu akademskoga realizma slikao je povijesne prizore i portrete (serija portreta bjelovarsko-križevačkih župana, 1891.–'97); u sakralnim kompozicijama i krajolicima bliži je romantizmu. Njegove alegorije „Četiri godišnja doba” (1912.?) krasile su strop bjelovarske ljekarne Werklein. Slike su 1972. prilikom preuređenja zgrade pohranjene u Gradskom muzeju Bjelovar. Godine 1891. naslikao je novi ikonostas i nekoliko slika za pravoslavnu crkvu u Narti. Izradio je slike za crkve u: Cigleni, Trojstvenom Markovcu, Hercegovcu i Kalniku te freskama oslikao dio unutrašnjosti pravoslavne crkve Sv. Duha u Bjelovaru. Djela su mu bila izložena u Zagrebu 1891. na izložbi Društva umjetnosti te posmrtno 1981. na izložbi „Sto godina slikarstva u Hrvatskoj (1820.–1920.)”
Izradio je idejno rješenje i crtež grba Bjelovarske županije 1872. godine, kao i njegov oslik na zastavi. Štit grba podijeljen je na tri polja: u gornjem lijevom, na plavoj podlozi, prikaz je sv. Jurja koji ubija zmaja, a u gornjem desnom polju, na crvenoj podlozi je položeni zlatni križ kojemu su sva četiri kraka iste duljine. U donjem polju grba smješten je crveno–bijeli hrvatski šahirani grb. Taj grb je i sadašnji grb Bjelovarsko-bilogorske županije.
Izradio je i najstariji likovni prikaz grba grada Bjelovara 1885. godine, uključivši u štitu sve njegove suvremene elemente. Prvi je put u štit grada Bjelovara ucrtao bijeli grad na brežuljku. U donjem dijelu je četvrtasta utvrda s puškarnicama, a u gornjem dijelu kuća s prozorima. Ima polukružna vrata u kojima stoji graničar. Ispred su tri panja.
Izradio je i prekrasni gradski biljeg koji je korišten 20-ih godina 20. stoljeća.
Bio je posebno važna osoba za bjelovarsku Čitaonicu, u kojoj je obnašao dužnost tajnika društva i knjižničara.
Značajno je utjecao na prvu hrvatsku akademsku slikaricu Nastu Rojc, kojoj je predavao u Gimnaziji u Bjelovaru.
Bio je ugledan građanin Bjelovara, aktivan u svim građanskim kulturno-obrazovnim društvima i dobrotvornim ustanovama, a na njegovom sprovodu 1939. godine okupio se velik broj građana.